# Premi Princesa d'Astúries de Ciències Socials
El Premi Príncep d'Astúries de Ciències Socials és concedit, des de l'any 1981, a la persona, grup de persones o institució la tasca de la qual creadora o d'investigació en els camps de l'antropologia, dret, economia, geografia, història, psicologia, sociologia i altres ciències socials representi una contribució rellevant al desenvolupament de les mateixes en benefici de la Humanitat.

## Llista de guardonats
- 2017 Karen Armstrong[1]
- 2016 Mary Beard[2]
- 2015 Esther Duflo[3]
- 2014 Joseph Pérez[4]
- 2013 Saskia Sassen[5]
- 2012 Martha Nussbaum[6]
- 2011 Howard Gardner
- 2010 Equip arqueològic que va descobrir l'exèrcit de guerrers de terracota
- 2009 David Attenborough
- 2008 Tzvetan Todorov
- 2007 Ralf Dahrendorf
- 2006 Mary Robinson
- 2005 Giovanni Sartori
- 2004 Paul Krugman
- 2003 Jürgen Habermas
- 2002 Anthony Giddens
- 2001 Juan Iglesias Santos i El Colegio de México
- 2000 Carlo Maria Martini
- 1999 Raymond Carr
- 1998 Pierre Werner i Jacques Santer
- 1997 Martí de Riquer Morera
- 1996 John Elliott
- 1995 Joaquim Veríssimo Serrão i Miquel Batllori i Munné
- 1994 Aurelio Menéndez
- 1993 Silvio Zavala
- 1992 Juan Velarde Fuertes
- 1991 Miguel Artola Gallego
- 1990 Rodrigo Uría González
- 1989 Enrique Fuentes Quintana
- 1988 Luis Díez del Corral i Luis Sánchez Agesta
- 1987 Juan José Linz
- 1986 José Luis Pinillos
- 1985 Ramón Carande Thovar
- 1984 Eduardo García de Enterría
- 1983 Julio Caro Baroja
- 1982 Antonio Domíguez Ortiz
- 1981 Romà Perpinyà i Grau